# Varduhi Abrahamyan

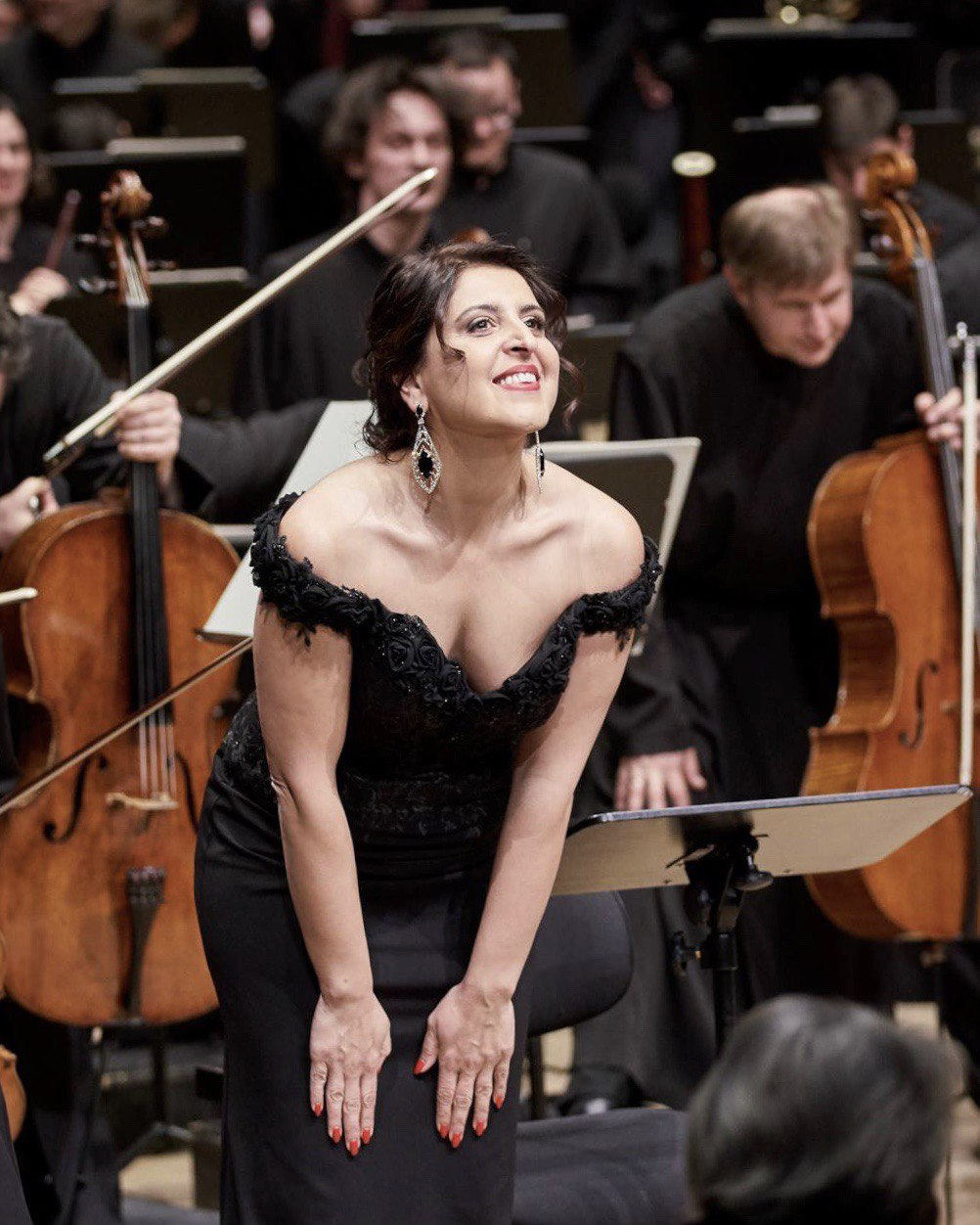
Varduhi Abrahamyan (2013)

Varduhi Abrahamyan (armenisch Վարդուհի Աբրահամյան, Warduhi Abrahamjan; geboren in Jerewan am 20. November) ist eine armenische Opernsängerin der Stimmlage Alt.

## Leben und Werk
Abrahamyan entstammt einer Musikerfamilie und studierte in ihrer Heimatstadt Jerewan, sowie in Marseille, wo sie den Wettbewerb des dortigen Konservatoriums gewann. Ihre ersten Rollen waren die Olga in Tschaikowskis Eugen Onegin an der Oper Jerewan und die Polina in Tschaikowskis Pique Dame, die sie zunächst in Toulouse, schließlich auch an der Opéra National de Paris sang.
Frankreich wurde rasch zu ihrer neuen musikalischen Heimat, die Künstlerin ist seither auf zahlreichen Opernbühnen des Landes aufgetreten: An der Pariser Oper verkörperte sie auch die Maddalena im Rigoletto, den Pagen in der Salome, die Bersi in Andrea Chénier, die Cornelia in Giulio Cesare in Egitto und wird dort demnächst als Isabella in L’italiana in Algeri, sowie als Ottone in einer Robert-Wilson-Inszenierung von L’incoronazione di Poppea zu sehen und zu hören sein. Im Théâtre du Châtelet sang sie unter Marc Minkowski in de Fallas El amor brujo, im Théâtre des Champs-Élysées die Titelpartie in Händels Rinaldo und die Néris in Cherubinis Médée. In Nancy und Caen gastierte sie als Maddalena, beim Festival de Radio France et Montpellier als Nerestano in Bellinis Zaira, in Saint-Etienne, Versailles und an der Opéra de Marseille als Glucks Orfeo, in Toulon als Carmen. Bei der Uraufführung von Bruno Mantovanis Oper Akhmatova im März  2011 an der Opéra Bastille verkörperte sie die Rolle der Lydia Tchoukovskaïa.
Außerhalb Frankreichs war Abrahamyan vor allem mit Barockmusik und Originalklang-Ensembles zu hören. Beim Glyndebourne Festival Opera 2011 sang sie den Goffredo in einer Robert-Carsen-Inszenierung des Rinaldo, mit dem Orchestra of the Age of Enlightenment unter Ottavio Dantone. In dieser Rolle war sie konzertant auch bei den Londoner Proms und mit Il pomo d’oro unter Riccardo Minasi im Theater an der Wien zu hören. An diesem Haus verkörperte sie auch den Malcolm Groeme in Rossinis La donna del lago und sang konzertant den Andronico in Vivaldis Giustino, mit den Virtuosi delle muse unter Stefano Molardi. Mit dem Complesso barocco unter Alan Curtis gastierte sie – als Polinesso im Ariodante – konzertant in Bukarest und Torino. Am Opernhaus Zürich übernahm sie Anfang 2014 die Bradamante in Händels Alcina, Cecilia Bartoli sang die Titelpartie, es spielte das Orchestra La Scintilla unter Giovanni Antonini.
2015 war sie als Carmen am Bolschoi-Theater zu sehen und debütierte in dieser Rolle 2020 an der Bayerischen Staatsoper. Silvester 2021 erfolgte das Debüt an der Metropolitan Opera New York als Maddalena in Verdis Rigoletto.
Im Konzertsaal singt die Künstlerin überwiegend Oratorien, aber auch die Wesendonck-Lieder von Richard Wagner.